# María del Rosario Molina
María del Rosario Molina Chacón (Ciudad de Guatemala, Guatemala, 17 de abril de 1939) es una periodista, catedrática y escritora guatemalteca.  Fue la primera guatemalteca ganadora del concurso "Miss Guatemala" y participó en el concurso de Miss Universo en 1955 obteniendo el sexto lugar.

## Biografía
Hija de Tácito Molina Martínez —antiguo miembro de la Academia Guatemalteca de la Lengua— y Soledad Chacón Bousquet, empezó a incursionar en la literatura desde los 4 años de edad.  Estudió en diferentes instituciones de habla inglesa. En el año 1955 interrumpe brevemente sus estudios para participar en el concurso de Miss Guatemala, que ganó, Miss Universo, donde obtuvo el sexto lugar, Reina de Belleza de Centroamérica y el Caribe (Barranquilla, Colombia, febrero de 1956) y Miss Turismo Centroamericana (El Salvador, 1961), siendo en ambos primera finalista.  Estudió francés como tercera lengua, además de graduarse como Traductora Jurada de inglés y español.  Posteriormente estudiaría también el italiano.
Fue profesora de traducción y catedrática de estudios políticos de la Universidad Francisco Marroquín, donde también dio clases de Comunicación Escrita. Actualmente escribe una columna periodística llamada "Horrores Idiomáticos y Algo Más", que se publica en el matutino guatemalteco Prensa Libre.

## Publicaciones
- Cuentos Cortos y Cuentos "Largos", 1993
- Poesía de María del Rosario Molina, 2005
- Horrores Idiomáticos y Algo Más, 2008
- Amapola, Córtate la Trenza, 2008
- El Señor Malebolge y Otros Cuentos